# 1720-ті в театрі
1720-ті роки в театрі

## Персоналії

### Народилися
1726
- -  Тереза Вестріс — Тереза Вестріс, італійська балерина (Флоренція)

1727
- 29 квітня —
  -  Жан Жорж Новер — французький танцюрист і хореограф, основоположник сучасного балету (Париж) (День його народження 29 квітня за рішенням ЮНЕСКО відзначається як Міжнародний день танцю)

1728
- 18 квітня —
  -  Гаетан Вестріс, італійський хореограф і танцюрист (Флоренція)

### Померли
1721
- 6 серпня —
  -  Крістіан Фрідріх Хунольд (нім. Christian Friedrich Hunold) (40) — німецький поет та оперний лібретист

1722
- 4 травня —
  -  Клод Жилло (фр. Claude Gillot) (49) — французький художник, сценограф, автор костюмів для опери та драматичного театру

1728
- 7 січня —
  -  Марк Антуан Легран (фр. Marc-Antoine Legrand) (44) — французький актор і драматург.